# Болбас, Александр Карпович
Александр Карпович Болбас (бел. Аляксандр Карпавіч Болбас; 28 ноября 1911, Слободка, Минская губерния — 7 июня 2008, Киев) — подполковник Советской армии, участник советско-финской и Великой Отечественной войн, Герой Советского Союза (1944).

## Биография
Родился 28 ноября 1911 года в селе Слободка (ныне — Бобруйский район Могилёвской области Белоруссии) в крестьянской семье.
Получил среднее образование. В 1929 году вступил в колхоз. С 1930 года работал грузчиком на станции Броже Бобруйского леспромхоза. В сентябре 1933 года был призван на службу в Рабоче-крестьянскую Красную армию, проходил службу курсантом полковой школы, впоследствии механиком-водителем танка. В 1935 году был демобилизован, поступил в совпартшколу в Минске. Окончив её, был направлен в Бобруйск, был председателем заводского рабочего комитета черепичного завода. В 1937 году Болбас поступил в Минский комвуз, где проучился два года, после чего повторно был призван в армию. Участвовал в советско-финской войне, впоследствии служил в Белорусском военном округе.
Участвовал в боях 1941 года в Белорусской ССР, Смоленском сражении, битве за Москву, Сталинградской битве, освобождении Донбасса и Украинской ССР, Курской битве. К осени 1943 года капитан Александр Болбас был заместителем командира мотострелкового батальона по политчасти 11-й мотострелковой бригады 10-го танкового корпуса 40-й армии Воронежского фронта. Отличился во время битвы за Днепр.
Группа разведчиков батальона во главе с Болбасом получила задачу форсировать Днепр и провести разведку сил противника. Несмотря на массированный вражеский огонь, 12 разведчиков переправились через реку. В схватке за близлежащее село Болбас спас радиста и рацию, застрелив трёх вражеских солдат из пистолета. Дальнейшее продвижение группы Болбаса к селу Балыка было остановлено мощным огнём противника с высот, располагавшихся в 500—700 метрах от реки. Группа отбила четыре немецкие контратаки, дав тем самым возможность советским подразделениям успешно форсировать Днепр. Подкрепления вместе с группой Болбаса заняли высоты и село Балыка. 24—29 сентября 1943 года группа Болбаса отбила 9 немецких контратак, уничтожив около 700 солдат и офицеров врага.
Указом Президиума Верховного Совета СССР «О присвоении звания Героя Советского Союза генералам, офицерскому, сержантскому и рядовому составу Красной Армии» от 10 января 1944 года за «образцовое выполнение боевых заданий командования и проявленные при этом геройство и мужество» капитан Александр Болбас был удостоен высокого звания Героя Советского Союза с вручением ордена Ленина и медали «Золотая Звезда» за номером 2786.
Участвовал в освобождении Киева и Правобережной Украины, Эстонской, Латвийской и Литовской ССР. Участвовал в боях на 1-м, 2-м, 3-м Прибалтийском и 3-м Белорусском фронтах.
В январе 1945 года он был направлен на учёбу в московскую академию бронетанковых войск, которую окончил в 1947 году. Был направлен в Киевский военный округ, был заместителем командира батальона танкового училища в Кривом Роге, впоследствии там же был начальником Дома офицеров, затем находился на той же должности в Черкассах, был также заместителем командира курсантского батальона Киевского танкосамоходного училища, заместителем командира танкового полка по политической части, заместителем начальника танкового завода в Харькове.
В 1958 году в звании подполковника вышел в отставку. Работал начальником деревообделочного комбината АН УССР. В 1973 году вышел на пенсию, работал старшим инженером Института электродинамики. Занимался общественной деятельностью. Проживал в Киеве, умер 7 июня 2008 года. Похоронен на киевском кладбище «Берковцы».
Был также награждён орденами Отечественной войны 1-й и 2-й степеней, двумя орденами Красной Звезды, а также рядом медалей.